# Liga Colombiana de Esperanto

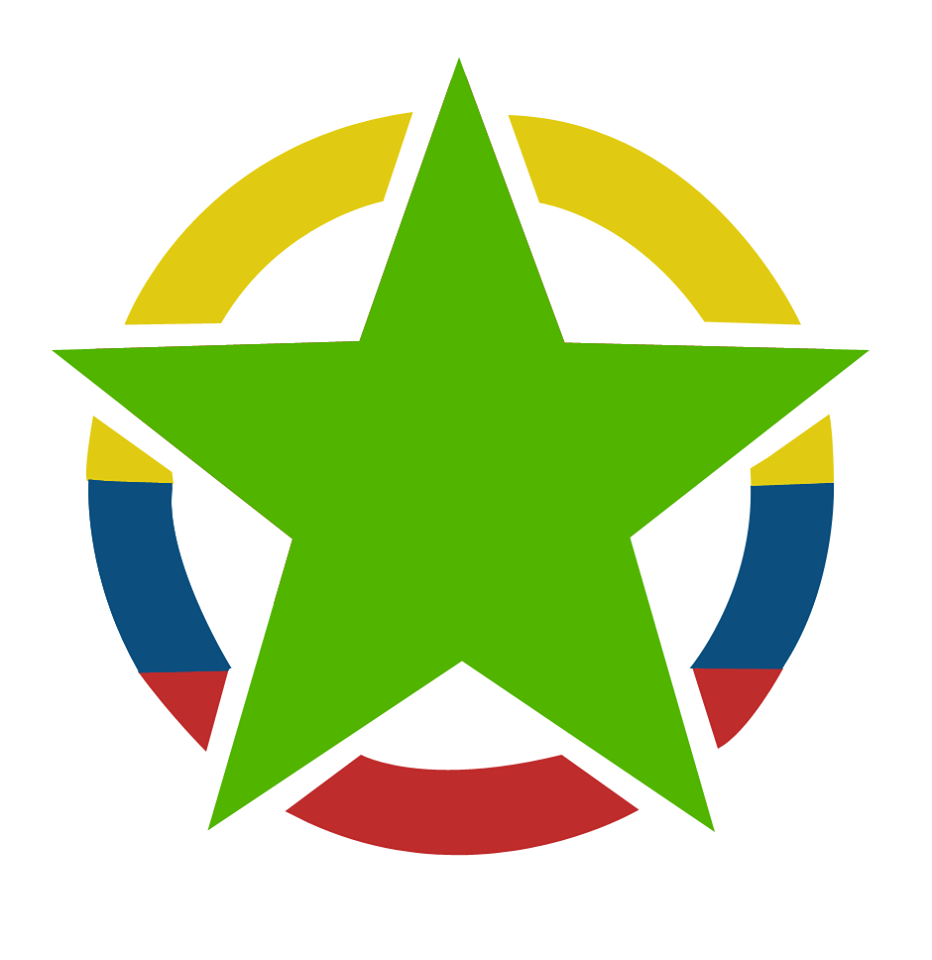
Imagen oficial de la Liga Colombiana de Esperanto

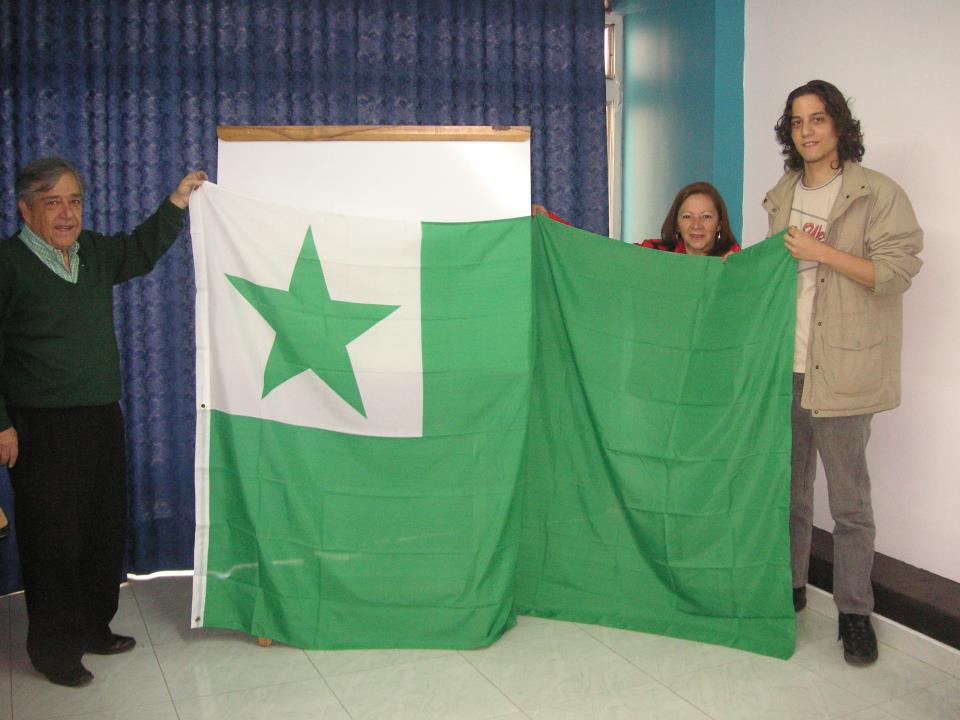
De izquierda a derecha: Luis Jorge Santos Morales (expresidente de KEL), Stella Uribe (exsecretaria) y Juan Sebastián Quintero (exvicepresidente de KEL (2011-2013), durante el mes de octubre de 2011.

El Liga Colombiana de Esperanto (KEL, por sus siglas en Esperanto) es la organización nacional de Esperanto en Colombia.

## Junta directiva
| 07/11/2016 - por anunciar | - Presidente: Doniben Jiménez - Vicepresidente: Luis Elíver Castro - Secretario: Jawuer Morales - Tesorero: Isabel Acosta |
| 05/11/2011 - 06/11/2016   | - Presidente: Humberto Hernández Mayorquin - Vicepresidente: Adrián Martínez París - Secretario: Doniben Jiménez - Tesorero: Jefferson Rubio - Suplente: Juan Sebastián Quintero Santacruz - Sustituto: Nueva York, Nueva York |
| ? - ?                     | - Presidente: Luis Jorge Santos Morales - Vicepresidente: Juan Sebastián Quintero Santacruz - Secretario: Stella Uribe |
| ? - ?                     | - Presidente: Rafael A. Mejía O. |

## Secciones
Bogotá
- KEL-Bogotá (Sociedad de Esperanto de Bogotá)
- Organización Bogotana de Jóvenes Esperantistas

Medellín
- Sociedad de Esperanto de Medellín
- Organización de Jóvenes Esperantistas de Medellín

Cali
- KEL- Cali (Sociedad de Esperanto de Cali)
- Organización de Jóvenes Esperantistas de Cali
- Blog de Esperanto Cali

Pereira
- Sociedad de Esperanto de Pereirad
- Organización de Jóvenes Esperantistas de Pereira

Neiva
- Sociedad de Esperanto de Neiva
- Organización de Jóvenes Esperantistas de Neiva

Ibagué
- Sociedad de Esperanto de Ibagué
- Organización de Jóvenes Esperantistas de Ibagué

## Miembros honorarios
- Santiago Álvarez Gutiérrez
- Gerardo Mattos
- Libardo Mejía
- Luis Jorge Santos-Morales